# Jennifer Hermoso
Jennifer Hermoso Fuentes (Madrid, 9 de mayo de 1990), conocida como Jenni Hermoso, es una futbolista española que juega como centrocampista o delantera en el Tigres de la UANL Femenil de la Primera División Femenil de México. Es internacional absoluta desde 2012 con la selección española, de la que es su máxima goleadora histórica.
Considerada por diversos medios de comunicación y especialistas deportivos como una de las mejores jugadoras del fútbol español, ha ganado una Champions League con el Fútbol Club Barcelona (2021), siete campeonatos de liga, Fútbol Club Barcelona (2014, 2015, 2020, 2021, 2022), Rayo Vallecano de Madrid (2011) y Club Atlético de Madrid (2019), además de cinco Copas de la Reina (2014, 2016, 2020, 2021, 2022) con el conjunto catalán, una Copa de Francia con el Paris Saint-Germain (2018) y un Campeón de Campeones con el Tigres Femenil (2024). 
El 20 de agosto de 2023 se proclamó campeona mundial con la Selección absoluta de España femenina, marcando tres goles y dos asistencias, recibiendo el Balón de Plata del torneo. En diciembre de ese año el Financial Times incluyó a Hermoso entre las 25 mujeres más influyentes del mundo en 2023, mientras que la revista estadounidense Time la situó en abril de 2024 entre las 100 personas más influyentes del mundo durante el último año.
En 2025 la Delegación del Gobierno en Madrid le ha otorgado uno de los reconocimientos 8M. 8 Mujeres, 8 Motivos, con motivo de la celebración del Día Internacional de la Mujer.

## Trayectoria

### Inicios en el Atlético de Madrid
Criada en el distrito madrileño de Carabanchel, comenzó su carrera deportiva en el Club Atlético de Madrid, tras superar las pruebas del club a los 12 años, animada por su abuelo, que fue guardameta del club. Debutó el 5 de diciembre de 2004 marcando un gol en la victoria por 6-0 sobre el Vicálvaro. En la temporada 2005-06, jugó 16 partidos y marcó 12 goles, incluyendo el gol del ascenso a la Primera División ante la Unió Esportiva L'Estartit.
En la temporada 2006-07, lograron mantenerse en la Superliga en mitad de la tabla y alcanzar los cuartos de final de la Copa de la Reina. En la siguiente temporada quedaron séptimas en la Superliga y alcanzaron la semifinal de la Copa de la Reina. La siguiente temporada repitieron el séptimo puesto en la Superliga y cayeron en cuartos de final de la Copa de la Reina. En la temporada 2009-10, con cambio de formato en dos fases, alcanzaron el cuarto puesto en la Superliga y cayeron en los octavos de final en la Copa de la Reina.

### Primer título con el Rayo Vallecano
Fichó por el Rayo Vallecano, vigente campeón de la Superliga, en la temporada 2010/11. Debutó el 23 de septiembre de 2010 en la Liga de Campeones ante el Valur Reykjavík, marcando el tercer gol del Rayo, y alcanzó los octavos de final, en los que fueron eliminadas por el Arsenal Women Football Club. Esa temporada ganó la Superliga marcando el gol que le dio la victoria ante el Real Club Deportivo Espanyol en la final. En la Copa de la Reina, alcanzaron los octavos de final.
La crisis económica precipitó la caída del conglomerado de empresas Nueva Rumasa de la familia Ruiz-Mateos, siendo el Rayo Vallecano una de las diez empresas del grupo que se acogieron en febrero de 2011 a la ley concursal para tratar de evitar una inminente suspensión de pagos. Hermoso tuvo actuaciones destacadas en el equipo, como la remontada ante el Parnu o el triplete ante el Krka para acceder a los octavos de final de la Liga de Campeones. En esta competición, repitieron la actuación de la temporada anterior alcanzando los octavos de final y cayendo de nuevo ante el Arsenal. En la Liga, alcanzaron la cuarta plaza, y marcó el gol de la victoria ante el Fútbol Club Barcelona, que permanecía invicto hasta la fecha. En la Copa de la Reina, cayeron en semifinales ante el Espanyol.
La temporada 2012-13, comenzó bien para el Rayo, persiguiendo al Athletic en la Primera División Femenina de España 2012-13, pero los resultados fueron empeorando y Hermoso dejó el equipo antes de concluir la temporada en España.

### Tyresö

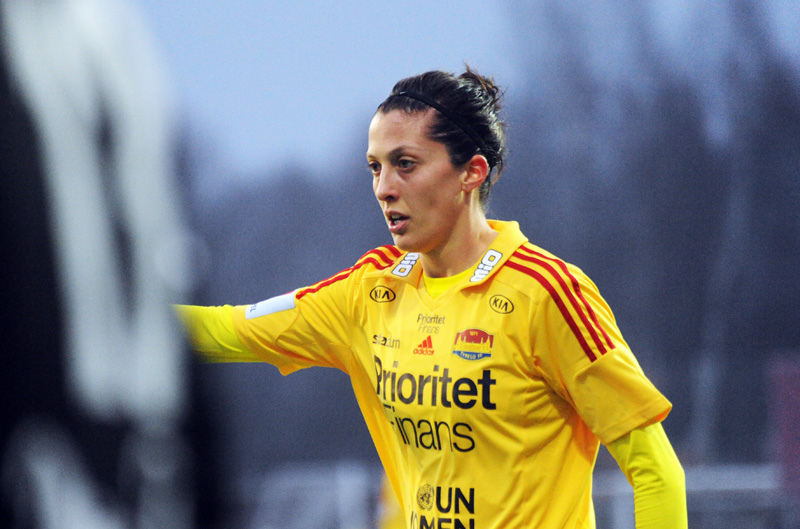
Jennifer Hermoso en 2013

Disputó la temporada 2013 en el Tyresö FF sueco, con el que quedó subcampeona de liga tras el Malmö. En Liga de Campeones eliminaron al PSG en primera ronda, en la que jugó ambos partidos de suplente y al Fortuna Hjørring en octavos de final, contra el que fue titular en Dinamarca. Dejó el club en diciembre, pero el club acabaría siendo subcampeón del torneo.

### Consagración en el F.C. Barcelona
En el mercado de invierno de la temporada 2013/14 fichó por el Fútbol Club Barcelona. Jugó 14 encuentros y marcó 9 goles, incluyendo uno en el partido con el que conquistaron la Liga sobre el Club Atlético de Madrid, y la Copa de la Reina sobre el Athletic.
En la temporada 2014-15 sufrió una lesión al inicio del campeonato y fue entrando en el equipo poco a poco, con una asistencia en la Liga de Campeones y un triplete en la Liga. Esa temporada fueron de nuevo campeonas de liga, alcanzaron los octavos de final en la Liga de campeones y cayeron en la semifinales de la Copa de la Reina ante el Valencia Club de Fútbol.
En la 2015-16 adelantó su posición para jugar de falso nueve, disparando sus registros goleadores. En la Liga de Campeones alcanzaron los cuartos de final, en la liga fueron subcampeonas, siendo ella la máxima goleadora de la competición con 24 goles. En la Copa de la Reina marcó dos goles en la final, que no les sirvieron para ganarla ante el Atlético de Madrid.
Fue seleccionada entre las 55 candidatas a formar parte del once FIFPro 2016, y entre las 100 mejores jugadoras en la lista realizada por The Offside Podcast. En la temporada 2016-17 lograron alcanzar las semifinales de la Liga de Campeones, siendo una de las goleadoras, y repitieron subcampeonato de liga. De nuevo fue la máxima goleadora con 35 goles, 6 de ellos en un solo partido ante el Oiartzun. Además dio 7 asistencias y fue la jugadora azulgrana que más minutos de liga disputó. El 18 de junio se proclamó campeona de la Copa de la Reina, marcando otro doblete en la final.

### PSG
En verano de 2017 fichó por el Paris Saint-Germain. Patrice Leir, su nuevo entrenador la definió como «una zurda muy técnica y atlética. Será complementaria a nuestro ataque y también puede jugar en la posición de mediapunta. Necesitamos goleadoras que puedan anotar mucho y este es precisamente su perfil». Debutó con su nuevo equipo el 10 de septiembre con victoria por 0-3 sobre el Rodez. Su primer gol se demoró hasta el 17 de diciembre, en la 12.ª jornada, de nuevo ante el Rodez. Fue elegida por The Offside Rule Podcast en el puesto 42 de su lista de las 100 mejores jugadoras del mundo, siendo la primera española y señalando, además de los goles marcados en el Barcelona, las 8 asistencias dadas en la primera vuelta de la liga con el PSG, equipo con el que jugó 19 de los 22 encuentros de liga, 17 de ellos como titular, marcó 6 goles, y logró vencer en la Copa de Francia, y el subcampeonato de la liga francesa.

### Retorno al Atlético de Madrid

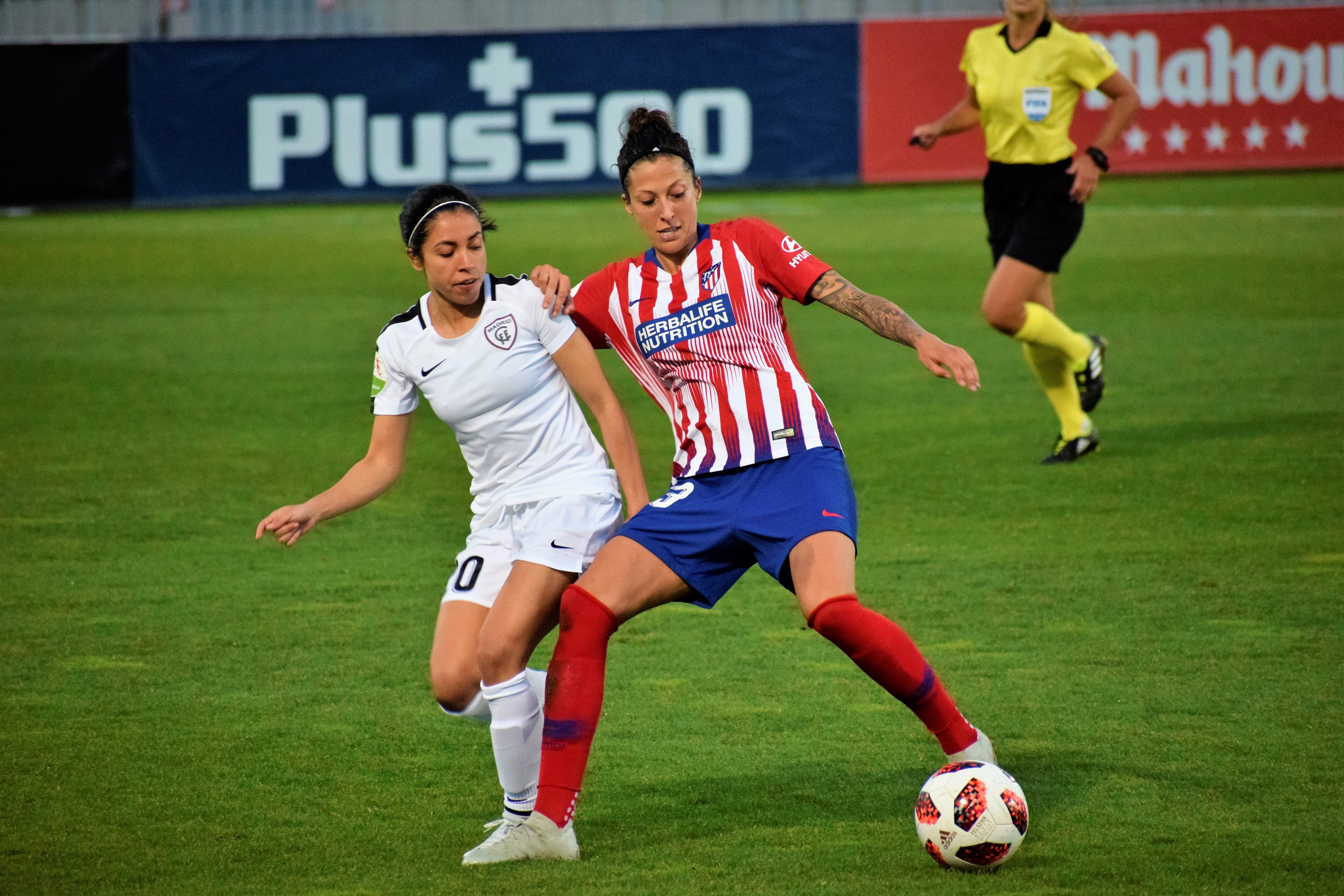
Jennifer Hermoso jugando un partido de Liga ante el Madrid C.F.F. en 2018

Tras una temporada en el club parisino regresa a su primer equipo, el Club Atlético de Madrid, en verano de 2018. En la Liga de Campeones eliminaron al Manchester City en dieciseisavos pero cayeron ante el VfL Wolfsburgo Ese año fue elegida novena mejor Playmaker de 2018 para la Federación Internacional de Historia y Estadística de Fútbol (IFFHS), y una de las mejores 50 jugadoras del mundo, y mejor jugadora española por el diario The Guardian, que destacó su adaptación a Madrid y que había marcado en todos las jornadas excepto en dos. Fue jugadora clave para que el Atlético conquistase su tercera liga consecutiva, aunque fue suplente en último partido de liga ante la Real Sociedad debido a unas molestias en el pie. Fue la máxima goleadora de la liga con 24 goles y elegida en el Once Ideal. En la Copa de la Reina fue subcampeona al perder el Atlético ante la Real Sociedad por 2-1.

### Retorno al FC Barcelona

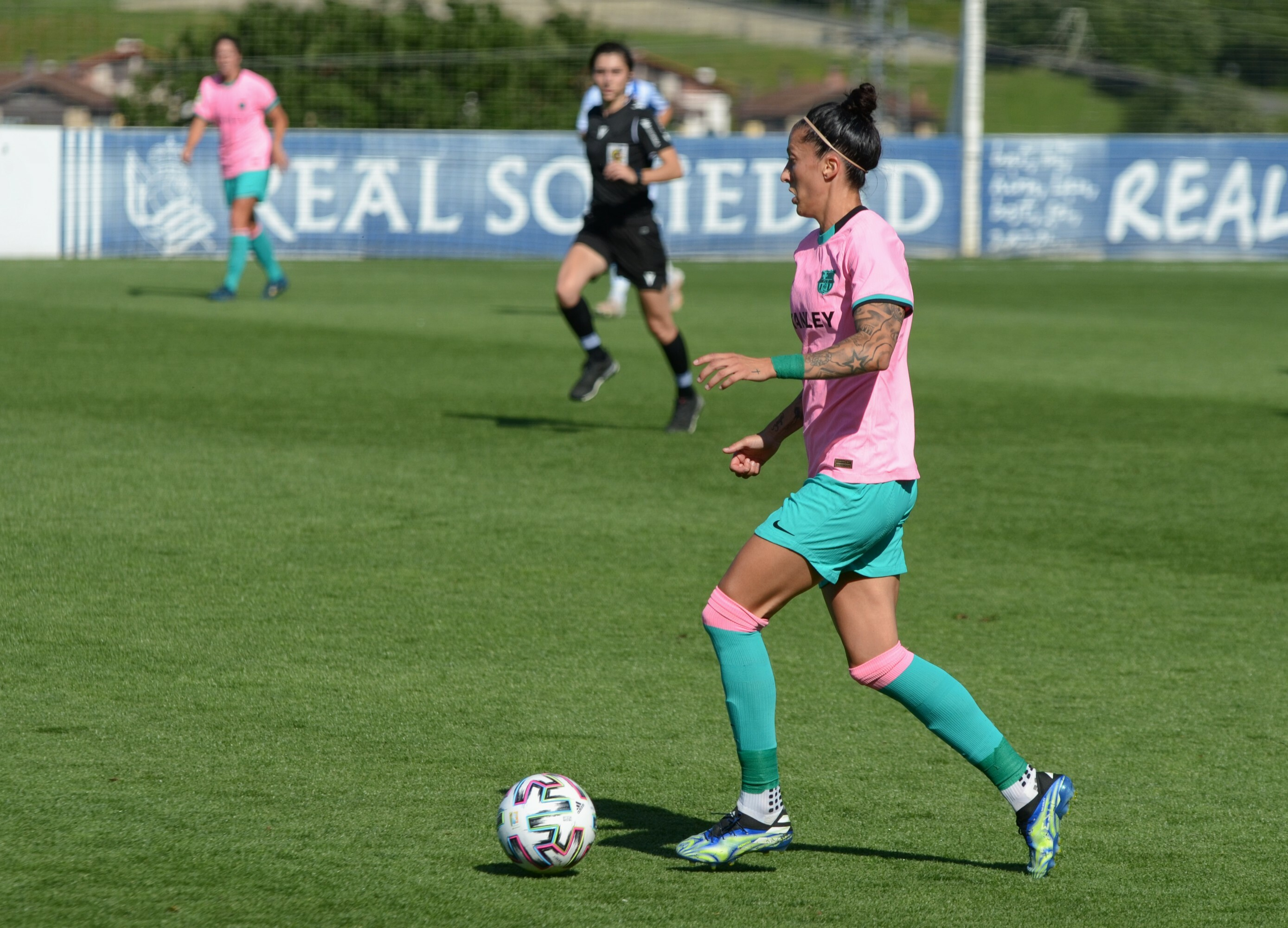
Jennifer Hermoso jugando con el FC Barcelona en 2021

Tras una temporada en el Atlético de Madrid, en julio de 2019 regresa al F. C. Barcelona donde ya militó desde 2014 hasta 2017.
El 5 de diciembre de 2020 estableció una nueva marca en el club tras anotar 125 goles oficiales, y superar así a la ya retirada Sonia Bermúdez, quien hasta la fecha era la máxima anotadora histórica del club con 123 goles. Tras ellas se situaba la también en activo Alexia Putellas con 121 goles.
Al finalizar su vinculación con el FC Barcelona, había conseguido elevar el récord de máxima goleadora del club hasta 181 goles, marca que el 8 de octubre de 2023 fue también igualada por Alexia Putellas. y superada por la misma jugadora una semana más tarde.

### FC Pachuca
El 21 de junio del 2022, se anunció su fichaje por el club mexicano convirtiéndose en la contratación más importante en la historia de la liga MX Femenil y del fútbol femenino latinoamericano.
El 20 de agosto de 2023, fue una de las 23 jugadoras seleccionadas por el equipo nacional español en ganar su primer mundial.
El 31 de diciembre de 2023 anunció su salida del Pachuca.
El 1 de enero de 2024 es contratada por Tigres de la UANL Femenil.

## Selección nacional
Debutó con la Selección Sub-19 el 12 de abril de 2007 ante Serbia en la Segunda Fase de Clasificación para el Campeonato Europeo de 2007, y marcó dos goles. Jugó en total 4 partidos oficiales en esta categoría.

### Debut y Eurocopa de 2013
Fue convocada por primera vez con la Selección Absoluta en septiembre de 2011. Debutó el 21 de junio de 2012 contra Turquía con victoria por 4-0 que permitió a España disputar la repesca para participar en la Eurocopa, sustituyendo a Eli Ibarra con un centro desde banda izquierda que una defensa turca introdujo en su propia portería. Participó en la repesca contra Escocia, en la que España se clasificó con un gol en el último minuto de la prórroga. En total disputó 4 partidos en la fase de clasificación. Marcó su primer gol con la selección en un amistoso contra Rusia en enero de 2013.
En junio de 2013 el entrenador de la selección nacional, Ignacio Quereda, confirmó que Hermoso entraba en la lista de convocadas para la Eurocopa Femenina de 2013 en Suecia. En esta Eurocopa marcó en el partido inaugural, partido en el que ganó España por 2 a 3 a Inglaterra, y fue elegida mejor jugadora del encuentro. Volvió a marcar en los cuartos de final en los que España fue eliminada por 3 a 1 contra Noruega.

### Mundial de 2015
Participó en los 10 encuentros de la fase de clasificación para el Mundial de Canadá 2015 y marcó 7 goles, cambiando su posición como mediocentro o mediapunta. Marcó un gol ante Estonia, un doblete y un triplete ante Macedonia, y otro gol de nuevo ante Estonia.
En mayo de 2015 fue convocada para la Copa Mundial de 2015. Jugó en el debut mundialista de la Selección, en el que España empató a uno contra Costa Rica, pero no jugó los otros dos partidos de la fase de grupos, en los que España perdió y no se clasificó para la siguiente ronda, decisión que fue criticada por la prensa. Tras los malos resultados en el Mundial, las 23 jugadoras convocadas pidieron mediante un comunicado la dimisión de Ignacio Quereda debido a la mala planificación de la concentración y del viaje hasta Canadá, la metodología empleada con el grupo, la falta de partidos amistosos y el escaso análisis de los rivales que hacía el propio seleccionador, y decidieron no volver a jugar con la selección si no cesaba el seleccionador, lo que finalmente sucedió el día 30 de julio.

### Eurocopa de 2017
Entró en la primera lista del nuevo seleccionador, Jorge Vilda, que adelantó su posición a delantera. Se clasificaron para la Eurocopa de Países Bajos de 2017 invictas, Marcó ante Irlanda, Montenegro, de nuevo ante Irlanda, y ante Finlandia.
La Selección jugó el torneo amistoso de la Copa Algarve en marzo de 2017 como preparatorio para la Eurocopa, en el que Hermoso marcó ante Noruega y vencieron en la final ante Canadá.
El 20 de junio de 2017 entró en la convocatoria de Jorge Vilda para jugar la Eurocopa. Fue titular en los tres partidos de la fase de grupos. En el primer partido vencieron a Portugal por 2-0, luego fueron derrotadas por Inglaterra, y en el último partido volvieron a caer ante Escocia por 1-0. Acabaron como segundas de grupo empatadas a puntos con Portugal y Escocia pero con mejor diferencia de goles. Disputaron los cuartos de final ante Austria, en los que fue suplente y acabaron empatando sin goles. Austria venció en el lanzamiento de penaltis.

### Mundial de 2019
Tuvo una actuación destacada en la clasificación para el Mundial de Francia de 2019, participando en acciones de gol en cada uno de los partidos, y acumulando 7 goles y 9 asistencias. En el primer partido ante Israel firmó dos goles y dos asistencias. En el segundo partido ante Serbia, en el que cumplió 50 partidos con la selección, marcó un gol. En el tercer y cuarto encuentro ante Austria y Finlandia dio dos asistencias en cada uno. En el quinto partido ante Austria marcó un gol, en el sexto ante Israel dio una asistencia, en el séptimo ante Finlandia marcó un gol y dio dos asistencias y en el último ante Serbia hizo un doblete. Completaron la fase de clasificación como primeras de grupo ganando todos los partidos.
En medio de la fase de clasificación disputaron la Copa Chipre de 2018, en la que la selección española fue campeona.
Fue titular en los cuatro partidos que jugó la selección en el Mundial. En el primer partido de la Copa Mundial Femenina de Fútbol de 2019 jugado ante Sudáfrica (3-1) fue elegida mejor jugadora del partido, y marcó dos goles por penalti que lograron dar la vuelta al marcador a favor de España y dieron la primera victoria de la selección española en un mundial. En el segundo partido ante Alemania en el que España perdió por 1-0 volvió a ser titular y retrasó su posición para jugar de mediapunta. En el último partido de la fase de grupos ante China, España solo necesitaba un empate para pasar por primera vez a los octavos de final de un Mundial, y a pesar de dominar el encuentro y buscar la victoria lo logró con un empate a cero en el que hermoso volvió a jugar de mediapunta hasta que fue sustituida Nahikari García y adelantó su posición. En los octavos de final ante Estados Unidos marcó el primer gol que recibió la escuadra estadounidense en el campeonato tras recibir un gol de penalti de Megan Rapinoe. En la segunda parte las estadounidenses Rapinoe transformó otro penalti que eliminó a las españolas. Hermoso fue la máxima anotadora de la selección con tres goles en el Mundial.

### Mundial de 2023
Hermoso formó parte de la lista de convocadas para la Copa Mundial Femenina de Fútbol de 2023 organizada en Australia y Nueva Zelanda. En el segundo partido de España contra Zambia, Hermoso marcó dos goles. Era la segunda vez que marcaba dos goles en un partido de la Copa Mundial. Fue una ocasión histórica para Hermoso, ya que sumó su partido número 100 con la selección y marcó su gol número 50 en ese encuentro. Al final, España alcanzó la final de la Copa Mundial, derrotando a Inglaterra y proclamándose campeona por primera vez en su historia. Hermoso quedó segunda en la votación para la distinción de mejor jugadora del torneo, por detrás de su compañera Aitana Bonmatí, y recibió por ello el Balón de Plata. Sobre la victoria del equipo, dijo que "es impresionante lo que hemos hecho, y sólo espero que todo el mundo esté tan orgulloso en España como nosotros".

#### Polémica
Inmediatamente después del partido, durante la entrega de medallas a la selección ganadora, recibió un beso en los labios de Luis Rubiales, presidente de la Real Federación Española de Fútbol (RFEF). Después de que Hermoso comentara en un directo de Instagram que no había agradecido el gesto, el comportamiento de Rubiales fue censurado de forma generalizada, incluido el presidente del Gobierno español, Pedro Sánchez, que tachó de «insuficiente» la disculpa inicial de Rubiales. La RFEF emitió inicialmente un comunicado en el que se citaba a Hermoso describiendo el beso como «un gesto mutuo totalmente espontáneo». Sin embargo, una información posterior del periódico deportivo Relevo indicó que esta declaración había sido atribuida falsamente a la futbolista por parte de la federación. El 23 de agosto, tres días después de la final del Mundial, Hermoso emitió un comunicado conjunto con el sindicato FUTPRO, en el que abogaba por «medidas de protección de las jugadoras frente a actuaciones que consideramos inaceptables». Esta postura fue posteriormente respaldada por FIFPro, el sindicato mundial de futbolistas. En una declaración posterior, Hermoso negó explícitamente haber dado su consentimiento para el beso. En una muestra de solidaridad, 53 jugadoras españolas, incluidas las 23 integrantes de la selección para la Copa Mundial de 2023, firmaron una carta de apoyo a la postura de Hermoso. También se comprometieron a no jugar con la selección española hasta que se produjeran cambios en la cúpula de la RFEF.

## Estadísticas

### Clubes
Actualizado al último partido disputado el 8 de marzo de 2025.
| Club | Div.          | Temporada     | Liga  | Liga  | Liga   | Copas (1) | Copas (1) | Copas (1) | Internacional (2) | Internacional (2) | Internacional (2) | Total (3) | Total (3) | Total (3) | Media goleadora |
| Club | Div.          | Temporada     | Part. | Goles | Asist. | Part.     | Goles     | Asist.    | Part.             | Goles             | Asist.            | Part.     | Goles     | Asist.    | Media goleadora |
| --- | ------------- | ------------- | ----- | ----- | ------ | --------- | --------- | --------- | ----------------- | ----------------- | ----------------- | --------- | --------- | --------- | --------------- |
| Atlético de Madrid · España | 2.ª           | 2004-05       | 1-15  | 1     | 0+     | -         | -         | -         | -                 | -                 | -                 | 1-15      | 1         | 0+        |                 |
| Atlético de Madrid · España | 2.ª           | 2005-06       | 16-25 | 12    | 2+     | -         | -         | -         | -                 | -                 | -                 | 16-25     | 12        | 2+        |                 |
| | Total club    | Total club    | 17-40 | 13+   | 2+     |           |           |           | -                 | -                 | -                 | 17-40     | 13+       | 2+        |                 |
| Atlético de Madrid · España | 1.ª           | 2006-07       | 22    | 5     | 0+     | 2         | 1         | 0+        | -                 | -                 | -                 | 24        | 6         | 0+        | 0,25            |
| Atlético de Madrid · España | 1.ª           | 2007-08       | 26    | 3     | 2+     | 3         | 0         | 0         | -                 | -                 | -                 | 29        | 3         | 2+        | 0,10            |
| Atlético de Madrid · España | 1.ª           | 2008-09       | 18    | 6     | 0+     | 2         | 0         | 0         | -                 | -                 | -                 | 20        | 6         | 0+        | 0,30            |
| Atlético de Madrid · España | 1.ª           | 2009-10       | 18-20 | 6     | 0+     | 2         | 0         | 0         | -                 | -                 | -                 | 20-22     | 6         | 0+        | 0,24            |
| | Total club    | Total club    | 89    | 20    | 2+     | 9         | 1         | 0+        | -                 | -                 | -                 | 98        | 21        | 2+        | 0,21            |
| Rayo Vallecano · España | 1.ª           | 2010-11       | 21    | 13    | 0+     | 1         | 0         | 0         | 4                 | 1                 | 0+                | 26        | 14        | 0+        | 0,54            |
| Rayo Vallecano · España | 1.ª           | 2011-12       | 27    | 14    | 0+     | 1         | 0         | 0         | 7                 | 6                 | 0+                | 35        | 20        | 0+        | 0,57            |
| Rayo Vallecano · España | 1.ª           | 2012-13       | 24    | 15    | 0+     | -         | -         | -         | -                 | -                 | -                 | 24        | 15        | 0+        | 0,63            |
| Rayo Vallecano · España | Total club    | Total club    | 72    | 42    | 0+     | 2         | 0         | 9         | 11                | 7                 | 0+                | 83        | 49        | 0+        | 0,58            |
| Tyresö F. F. · Suecia | 1.ª           | 2013          | 20    | 6     | 1      | 1         | 2         | 0         | 3                 | 0                 | 0                 | 24        | 8         | 1         | 0,33            |
| Tyresö F. F. · Suecia | Total club    | Total club    | 20    | 6     | 1      | 1         | 2         | 0         | 3                 | 0                 | 0                 | 24        | 8         | 1         | 0,33            |
| F. C. Barcelona · España | 1.ª           | 2013-14       | 13    | 9     | 0+     | 5         | 0         | 0         | -                 | -                 | -                 | 18        | 9         | 0+        | 0,50            |
| F. C. Barcelona · España | 1.ª           | 2014-15       | 21    | 9     | 0+     | 2         | 0         | 0         | 3                 | 0                 | 0                 | 26        | 9         | 0+        | 0,35            |
| F. C. Barcelona · España | 1.ª           | 2015-16       | 29    | 24    | 0+     | 3         | 3         | 0         | 6                 | 2                 | 1                 | 38        | 29        | 1+        | 0,76            |
| F. C. Barcelona · España | 1.ª           | 2016-17       | 27    | 35    | 7      | 5         | 7         | 0         | 8                 | 5                 | 2                 | 40        | 47        | 9         | 1,18            |
| F. C. Barcelona · España | Total club    | Total club    | 90    | 77    | 7+     | 15        | 10        | 0         | 17                | 7                 | 3                 | 122       | 94        | 10+       | 0,77            |
| Paris Saint-Germain F. C. Francia | 1.ª           | 2017-18       | 19    | 6     | 8      | 5         | 2         | 0+        | -                 | -                 | -                 | 24        | 8         | 8         | 0,33            |
| Paris Saint-Germain F. C. Francia | Total club    | Total club    | 19    | 6     | 8      | 5         | 2         | 0+        | -                 | -                 | -                 | 24        | 8         | 8         | 0,33            |
| Atlético de Madrid · España | 1.ª           | 2018-19       | 28    | 24    | 7      | 3         | 0         | 0         | 4                 | 0                 | 0                 | 35        | 24        | 7         | 0,69            |
| Atlético de Madrid · España | Total club    | Total club    | 28    | 24    | 7      | 3         | 0         | 0         | 4                 | 0                 | 0                 | 35        | 24        | 7         | 0,69            |
| F. C. Barcelona · España | 1.ª           | 2019-20       | 19    | 23    | 4      | 3         | 1         | 0         | 5                 | 1                 | 0                 | 27        | 25        | 4         | 0,93            |
| F. C. Barcelona · España | 1.ª           | 2020-21       | 26    | 31    | 14     | 3         | 0         | 2         | 7                 | 6                 | 0                 | 36        | 37        | 16        | 1,03            |
| F. C. Barcelona · España | 1.ª           | 2021-22       | 23    | 18    | 7      | 4         | 2         | 0         | 9                 | 5                 | 2                 | 36        | 25        | 9         | 0,69            |
| F. C. Barcelona · España | Total club    | Total club    | 68    | 71    | 25     | 10        | 3         | 2         | 21                | 12                | 2                 | 99        | 87        | 29        | 0,88            |
| C.F. Pachuca México | 1.ª           | Apertura 2022 | 9     | 2     | 3      |           |           |           |                   |                   |                   | 9         | 2         | 3         | 0,22            |
| C.F. Pachuca México | 1.ª           | Clausura 2023 | 23    | 21    | 3      |           |           |           |                   |                   |                   | 23        | 21        | 3         | 0,91            |
| C.F. Pachuca México | 1.ª           | Apertura 2023 | 9     | 3     | 2      |           |           |           |                   |                   |                   | 9         | 3         | 2         | 0,33            |
| | Total club    | Total club    | 41    | 26    | 8      |           |           |           |                   |                   |                   | 41        | 26        | 8         | 0,63            |
| Tigres UANL México | 1.ª           | Clausura 2024 | 18    | 7     | 3      | 2         | 0         | 0         |                   |                   |                   | 20        | 7         | 3         | 0,35            |
| Tigres UANL México | 1.ª           | Apertura 2024 | 16    | 3     |        |           |           |           | 4                 | 1                 | 1                 | 20        | 4         | 1         | 0,20            |
| Tigres UANL México | 1.ª           | Clausura 2025 | 10    | 2     | 7      |           |           |           |                   |                   |                   | 6         | 2         | 7         |                 |
| | Total club    | Total club    | 44    | 10    | 10     | 2         | 0         | 0         | 4                 | 1                 | 1                 | 545       | 13        | 11        | 0,26            |
| Total carrera | Total carrera | Total carrera | 471   | 285   | 68     | 47        | 18        | 2         | 60                | 27                | 6                 | 578       | 330       | 76        | 0,57            |
| (1) Incluye datos de Copa de la Reina (2005-2022.); Supercopa de España (2019-2022.) / Copa de Suecia (2013) / Copa de Francia (2017-18) / Campeón de Campeones (2024). (2) Incluye datos de Liga de Campeones (2010-2022.) y el CONCACAF Champions Cup (2024). (3) No incluye datos de partidos amistosos. |               |               |       |       |        |           |           |           |                   |                   |                   |           |           |           |                 |

### Selección
Actualizado al último partido jugado el 29 de octubre de 2024.
| Selecciones                                                                                                | Año           | Europeo(4) | Europeo(4) | Europeo(4) | Mundial (4) | Mundial (4) | Mundial (4) | Liga de Naciones | Liga de Naciones | Liga de Naciones | Juegos Olímpicos | Juegos Olímpicos | Juegos Olímpicos | Amistosos | Amistosos | Amistosos | Total | Total | Total | Media goleadora |
| Selecciones                                                                                                | Año           | Part.      | G          | A          | Part.       | G           | A           | Part.            | G                | A                | Part.            | G                | A                | Part.     | G         | A         | Part. | G     | A     | Media goleadora |
| --- | ------------- | ---------- | ---------- | ---------- | ----------- | ----------- | ----------- | ---------------- | ---------------- | ---------------- | ---------------- | ---------------- | ---------------- | --------- | --------- | --------- | ----- | ----- | ----- | --------------- |
| Sub-19 · España                                                                                            | 2007          | 4          | 2          | 0          | -           | -           | -           | -                | -                | -                | -                | -                | -                | -         | -         | -         | 4     | 2     | 0     | 0,50            |
| Sub-19 · España                                                                                            | Total         | 4          | 2          | 0          | -           | -           | -           | -                | -                | -                | -                | -                | -                | -         | -         | -         | 4     | 2     | 0     | 0,50            |
| Absoluta                                                                                                   | 2012          | 4          | 0          | 0          | -           | -           | -           |                  |                  |                  | no clasificó     | no clasificó     | no clasificó     | -         | -         | -         | 4     | 0     | 0     | 0,00            |
| Absoluta                                                                                                   | 2013          | 4          | 2          | 0          | 4           | 1           | 0           |                  |                  |                  | -                | -                | -                | 3         | 1         | 0         | 11    | 4     | 0     | 0,36            |
| Absoluta                                                                                                   | 2014          | -          | -          | -          | 6           | 6           | 0           |                  |                  |                  | -                | -                | -                | 1         | 0         | 0         | 7     | 6     | 0     | 0,86            |
| Absoluta                                                                                                   | 2015          | 3          | 1          | 0          | 1           | 0           | 0           |                  |                  |                  | -                | -                | -                | 3         | 1         | 0         | 7     | 2     | 0     | 0,29            |
| Absoluta                                                                                                   | 2016          | 5          | 3          | 0          | -           | -           | -           |                  |                  |                  | no clasificó     | no clasificó     | no clasificó     | 3         | 0         | 0         | 8     | 3     | 0     | 0,38            |
| Absoluta                                                                                                   | 2017          | 4          | 0          | 0          | 3           | 3           | 4           |                  |                  |                  | -                | -                | -                | 7         | 3         | 0         | 14    | 6     | 4     | 0,43            |
| Absoluta                                                                                                   | 2018          | -          | -          | -          | 5           | 4           | 5           |                  |                  |                  | -                | -                | -                | 5         | 0         | 0         | 10    | 4     | 5     | 0,40            |
| Absoluta                                                                                                   | 2019          | 3          | 1          | 1          | 4           | 3           | 0           |                  |                  |                  | -                | -                | -                | 8         | 3         | 1         | 15    | 8     | 2     | 0,53            |
| Absoluta                                                                                                   | 2020          | 2          | 4          | 2          | -           | -           | -           |                  |                  |                  | -                | -                | -                | 3         | 0         | 2         | 5     | 4     | 4     | 0,80            |
| Absoluta                                                                                                   | 2021          | 2          | 5          | 1          | 2           | 1           | 0           |                  |                  |                  | no clasificó     | no clasificó     | no clasificó     | 2         | 0         | 0         | 6     | 6     | 1     | 1,00            |
| Absoluta                                                                                                   | 2022          | -          | -          | -          | 3           | 3           | 1           |                  |                  |                  | -                | -                | -                | 3         | 0         | 0         | 6     | 3     | 1     | 0,50            |
| Absoluta                                                                                                   | 2023          | -          | -          | -          | 7           | 3           | 2           | 4                | 1                | 0                | -                | -                | -                | 5         | 2         | 2         | 16    | 6     | 4     | 0,38            |
| Absoluta                                                                                                   | 2024          | 6          | 3          | 1          | -           | -           | -           | 2                | 1                | 0                | 5                | 1                | 1                | 1         | 0         | 0         | 14    | 5     | 2     | 0,36            |
| Total | Total         | 33         | 19         | 5          | 35          | 24          | 12          | 6                | 2                | 0                | 5                | 1                | 1                | 43        | 11        | 5         | 123   | 57    | 23    | 0,46            |
| Total carrera                                                                                              | Total carrera | 37         | 21         | 5          | 35          | 24          | 12          | 6                | 2                | 0                | 5                | 1                | 1                | 43        | 11        | 5         | 127   | 59    | 23    | 0,46            |
| (4) Se incluyen partidos en fases clasificatorias, no incluye Torneo de Exentos ni Torneo Desarrollo UEFA. |               |            |            |            |             |             |             |                  |                  |                  |                  |                  |                  |           |           |           |       |       |       |                 |

#### Participaciones en Mundiales
| Competición     | Categoría          | Sede                      | Resultado        | Partidos | Goles |
| --------------- | ------------------ | ------------------------- | ---------------- | -------- | ----- |
| Mundial de 2015 | Selección absoluta | Canadá                    | Fase de grupos   | 1        | 0     |
| Mundial de 2019 | Selección absoluta | Francia                   | Octavos de final | 4        | 3     |
| Mundial de 2023 | Selección absoluta | Australia y Nueva Zelanda | Campeón          | 7        | 3     |

#### Participaciones en Eurocopas
| Competición            | Categoría          | Sede         | Resultado        | Partidos | Goles |
| ---------------------- | ------------------ | ------------ | ---------------- | -------- | ----- |
| Eurocopa Femenina 2013 | Selección absoluta | Suecia       | Cuartos de final | 4        | 2     |
| Eurocopa Femenina 2017 | Selección absoluta | Países Bajos | Cuartos de final | 4        | 0     |

#### Participaciones en Ligas de Naciones
| Competición              | Categoría          | Sede de la final | Resultado | Partidos | Goles |
| ------------------------ | ------------------ | ---------------- | --------- | -------- | ----- |
| Liga de Naciones 2023/24 | Selección Absoluta | Sevilla España   | Campeón   | 6        | 2     |

#### Participaciones en Juegos Olímpicos
| Competición | Categoría          | Sede    | Resultado | Partidos | Goles |
| ----------- | ------------------ | ------- | --------- | -------- | ----- |
| Paris 2024  | Selection Absoluta | Francia | 4.        | 5        | 1     |

#### Participaciones en Torneos amistosos
| Competición            | Categoría          | Sede           | Resultado  | Partidos | Goles |
| ---------------------- | ------------------ | -------------- | ---------- | -------- | ----- |
| Copa de Algarve 2017   | Selección Absoluta | Portugal       | Campeón    | 4        | 1     |
| Copa de Chipre 2018    | Selección Absoluta | Chipre         | Campeón    | 4        | 0     |
| Copa SheBelieves 2020  | Selección Absoluta | Estados Unidos | Subcampeón | 3        | 0     |
| Copa Arnold Clark 2022 | Selección Absoluta | Inglaterra     | Subcampeón | 3        | 0     |
| Copa de Naciones 2023  | Selección Absoluta | Australia      | Subcampeón | 3        | 0     |

## Palmarés

### Campeonatos nacionales
| Título               | Club                | País    | Año     |
| -------------------- | ------------------- | ------- | ------- |
| Liga Española        | Rayo Vallecano      | España  | 2010-11 |
| Liga Española        | F. C. Barcelona     | España  | 2013-14 |
| Copa de la Reina     | F. C. Barcelona     | España  | 2014    |
| Liga Española        | F. C. Barcelona     | España  | 2014-15 |
| Copa de la Reina     | F. C. Barcelona     | España  | 2016    |
| Copa de Francia      | París Saint-Germain | Francia | 2017-18 |
| Liga Española        | Atlético de Madrid  | España  | 2018-19 |
| Liga Española        | F. C. Barcelona     | España  | 2019-20 |
| Supercopa de España  | F. C. Barcelona     | España  | 2020    |
| Copa de la Reina     | F. C. Barcelona     | España  | 2020    |
| Liga Española        | F. C. Barcelona     | España  | 2020-21 |
| Copa de la Reina     | F. C. Barcelona     | España  | 2021    |
| Liga Española        | F. C. Barcelona     | España  | 2021-22 |
| Supercopa de España  | F. C. Barcelona     | España  | 2022    |
| Copa de la Reina     | F. C. Barcelona     | España  | 2022    |
| Campeón de Campeones | Tigres UANL         | México  | 2024    |

### Campeonatos internacionales
| Título               | Equipo              | Sede                    | Año     |
| -------------------- | ------------------- | ----------------------- | ------- |
| Liga de Campeones    | F. C. Barcelona     | Suecia                  | 2020-21 |
| Copa Mundial         | Selección de España | Australia Nueva Zelanda | 2023    |
| Liga de Naciones     | Selección de España | Final en Sevilla        | 2023/24 |
| Copa de Algarve 2017 | Selección de España | Portugal                | 2017    |
| Copa de Chipre 2018  | Selección de España | Chipre                  | 2018    |

### Distinciones individuales
| Distinción                                                    | Año     |
| ------------------------------------------------------------- | ------- |
| MVP del España-Inglaterra de la Fase de grupos de la Eurocopa | 2013    |
| Trofeo Pichichi                                               | 2015-16 |
| Preselección FIFPro                                           | 2016    |
| 86.ª Mejor jugadora del mundo según The Offside Podcast       | 2016    |
| Trofeo Pichichi                                               | 2016-17 |
| 42.ª Mejor jugadora del mundo según The Offside Podcast       | 2017    |
| 9.ª Mejor Playmaker según IFHHS                               | 2018    |
| 49.ª Mejor jugadora del mundo según The Offside Podcast       | 2018    |
| Mejor jugadora de la jornada 18 de la Liga Iberdrola          | 2019    |
| Trofeo Pichichi                                               | 2018-19 |
| Once ideal de la Liga                                         | 2018-19 |
| MVP del España-Sudáfrica de la Fase de grupos del Mundial     | 2019    |
| Trofeo Pichichi                                               | 2019-20 |
| Trofeo Pichichi                                               | 2021    |